# Limenitis leucocoma
Limenitis leucocoma är en fjärilsart som beskrevs av Hans Fruhstorfer 1915. Limenitis leucocoma ingår i släktet Limenitis och familjen praktfjärilar. Inga underarter finns listade i Catalogue of Life.